# Pilis (massif)
Pour les articles homonymes, voir Pilis et Pilis (comitat).

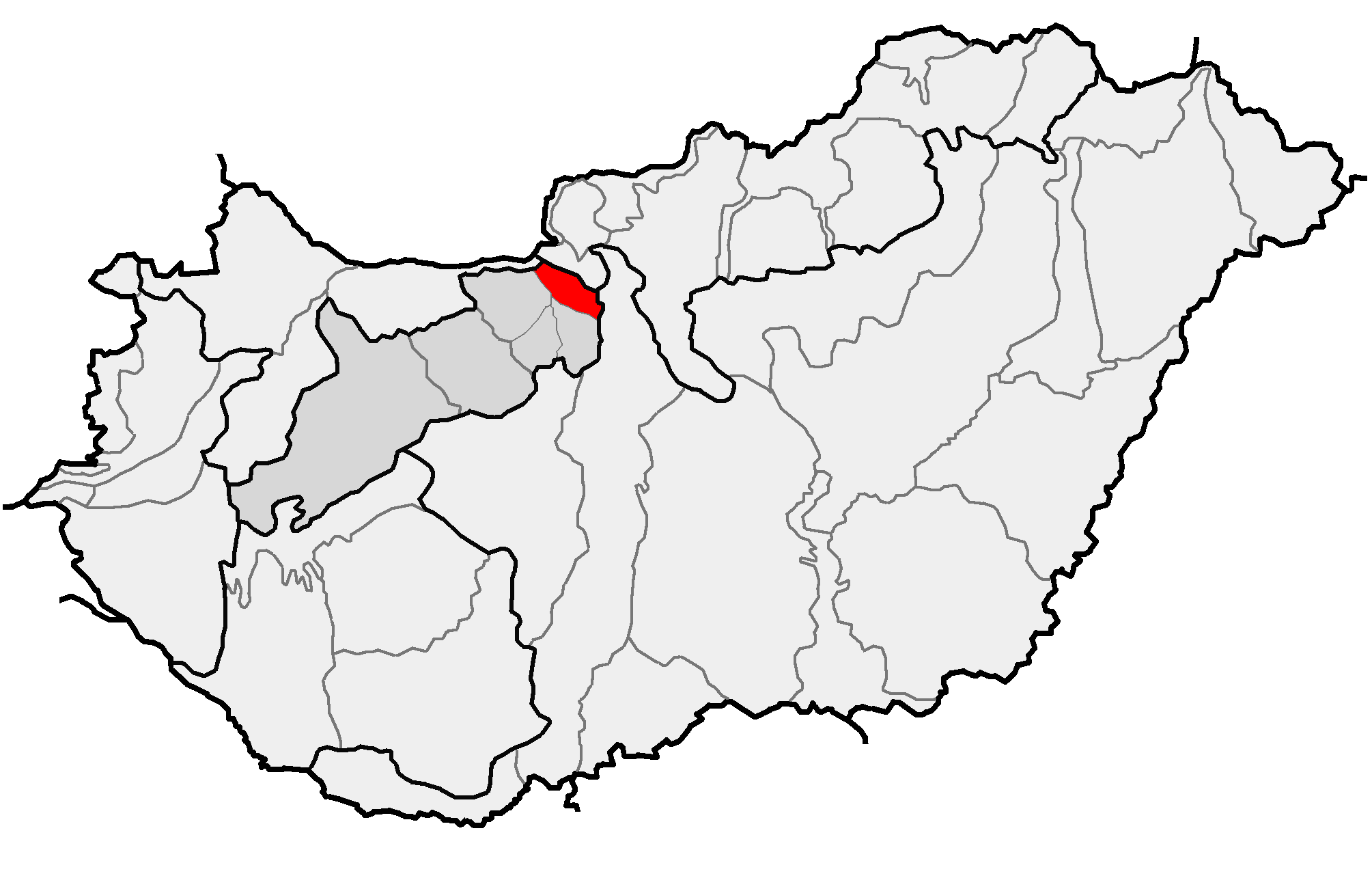
Monts du Pilis en Hongrie

Les monts du Pilis (hongrois : Pilis hegység, prononcé [ˈpiliʃ ˈhɛcʃeːg]) sont un massif collinéen situé entre Budapest et Esztergom dans le massif de Transdanubie, au nord des collines de Buda et au sud du massif de Visegrád. Le point culminant est le Pilis (756 m).

## Géologie
Les monts du Pilis forment un massif karstique dans lequel s'ouvrent de nombreuses cavités souterraines.

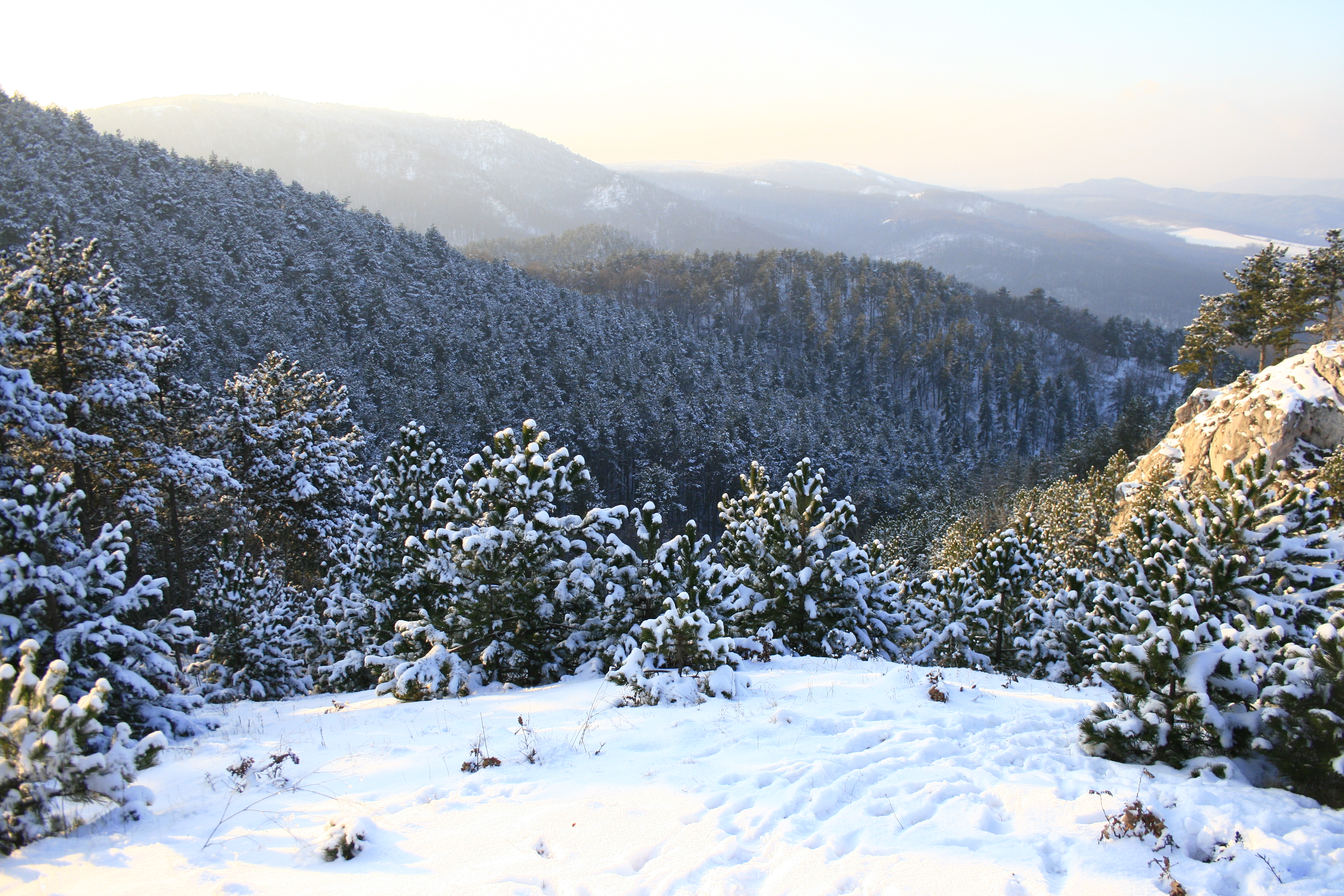
Le massif du Pilis vu de Nagykovácsi
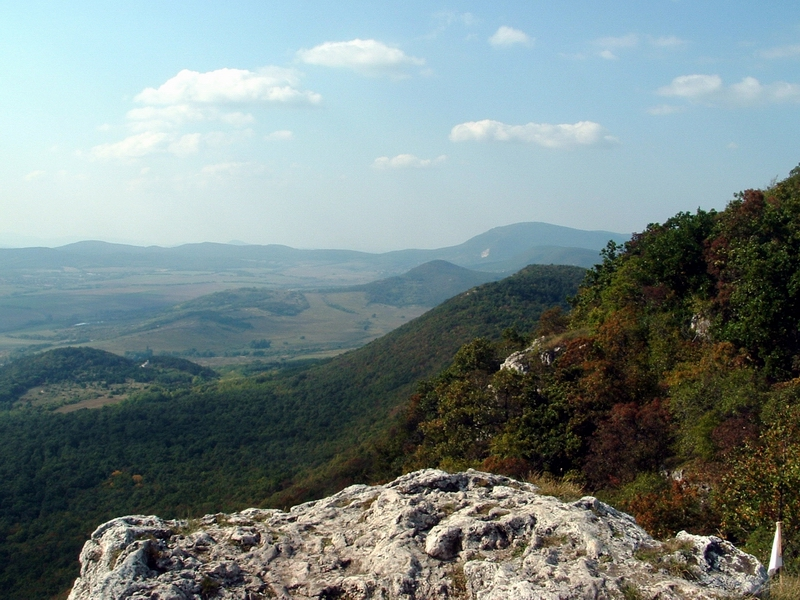
Les collines vues du Nagy-Kevély